# Олимпијски стадион Ататурк
Олимпијски стадион Ататурк (тур. Atatürk Olimpiyat Stadyumu) је највећи стадион Турске, и смештен је у највећем граду Турске, Истанбулу.

## Историја
Стадион је направљен за Oлимпијске игре, пошто се град Истанбул кандидовало за домаћина олимпијских игара. Стадион је коштао око 130.000.000 трл. (~ 100.000.000 $/~ 80.000.000 €). Стадион има капацитет од око 76.700 места и добио је дозволу за стадион од 5 звездица од УЕФЕ.
Године 2003/2004. Галатасарај из Истанбула играо је своје утакмице на овом стадиону јер се стари стадион, стадион Галатасараја, реновирао.

### ФиналеУЕФАлиге шампиона
Финале УЕФА Лиге шампиона између ФК Ливерпула и ФК Милана одржано је 25. маја 2005. на овом стадиону. Фаворит утакмице Милан је показао да је фаворит на утакмици и водио је до првог полувремена 0-3. У другом полувремену, Ливерпул је дао 3 гола за само 6 минута и преокренуо утакмицу, па је до краја утакмице било 3-3. Изводили су се пенали, а триумфовао је Ливерпул са 3-2.
| Ливерпул                                         | 3–3 | Милан                                                                       |
| ------------------------------------------------ | --- | --------------------------------------------------------------------------- |
| Џерард 54' Шмицер 56' Алонсо 87' (пен.)          |     | Џерард 54' Шмицер 56' Алонсо 87' (пен.)                                     |
| Пенали                                           |     |                                                                             |
| Хаман: гол Сисе: гол Шмицер: гол Рисе: одбрањено | 3–2 | Томасон: гол Кака: гол Сержињо: пречка Пирло: одбрањено Шевченко: одбрањено |